# Cornelis Suys

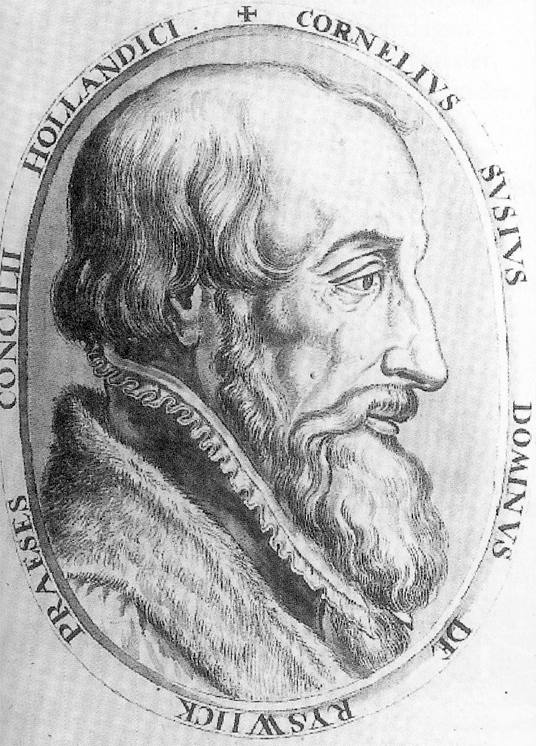
Cornelis Suys

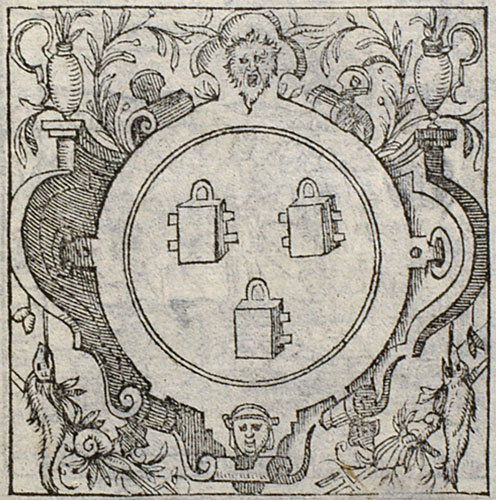
Het wapen van Suys toont drie goudkleurige heiblokken op een azuren achtergrond als symbool voor volhardend en vakkundig werk.

Cornelis Suys (Rijswijk, 1514 – Den Haag, 19 september 1580) was ambachtsheer van Rijswijk en president van het Hof van Holland. Daarnaast was Cornelis ook ridder, regulier raadsheer van Filips II van Spanje en lid van het Hoogheemraadschap van Delfland (1539-1560).
Cornelis Suys was een aanzienlijk bestuurder uit een Dordts bestuurdersgeslacht. Zijn grootvader kocht in 1484 in Rijswijk het Huis Den Burch.  
Cornelis studeerde van 1525 tot 1532 aan het Collegium Trilingue in Leuven, en vervolgde zijn studie rechten in Frankrijk. Hij huwde in 1534 met Maria van Droogendijck, dochter van de rekenmeester Vincent Dammasz van Droogendijck. Ze kregen drie kinderen, maar Maria overleed in 1539. Suys hertrouwde in 1545 met Anna de Bije. Uit dit huwelijk kwamen vier kinderen voort. Anna overleed in 1558, en Suys hertrouwde voor de laatste maal in 1562 met Catharina van Schoonhoven. Met haar kreeg hij twee kinderen. Suys was katholiek en had humanistische interesses.
Toen Willem van Oranje in 1544 van René van Chalon de ambachtsheerlijkheid Rijswijk erfde, had Suys over Rijswijk al het windrecht, bottinggeld en recht op visserij en vogelvangst. Willem ruilde de ambachtsheerlijkheid in 1557 met Suys voor de Loosduinredijkse tiende onder Monster. Vervolgens verkreeg Suys in 1558 voor 600 pond ook de hoge heerlijkheid van Rijswijk. Het is opmerkelijk dat Suys zowel de hoge als de ambachtsheerlijkheid Rijswijk verkreeg, omdat de hoge heerlijkheid was voorbehouden aan de graaf van Holland. Hij kon zich dus met recht heer van Rijswijk noemen. Suys woonde ’s zomers op het Huis Den Burch, dat sinds 1491 in het bezit was van het geslacht Suys. In de winter woonde hij aan het Lange Voorhout in Den Haag.
Suys werd in 1535 raadsheer in het Hof van Holland en was de rechterhand van de president Gerrit van Assendelft. De Vlaamse raadsheer Willem Snouckaert was in conflict met Van Assendelft, en botste daardoor ook met diens bondgenoot, Suys. Snouckaert vreesde bovendien dat Suys Gerrit van Assendelft als president zou opvolgen. In 1555 werd Suys door Snouckaart beschuldigd van nepotisme en omkoping. Suys ontkende en werd in 1559 - samen met Van Assendelft - vrijgesproken. Snouckaert werd uit zijn ambt gezet en moest in het openbaar zijn excuses aanbieden.
In 1559 werd Suys inderdaad benoemd tot president van het Hof van Holland. Suys, katholiek, stond in aanzien bij keizer Karel V en Filips II van Spanje, en ook bij de landvoogdes Margaretha van Parma. In 1569 werd hij door Alva ingezet om zijn standpunt inzake de Tiende Penning kracht bij te zetten.
Suys was bevriend met Cornelis Musius, rector van het Sint-Agathaklooster in Delft (het huidige Prinsenhof). Omdat hij katholiek was week Suys in oktober 1572, het jaar van de hervorming, met het Hof van Holland naar Utrecht uit. Later ging hij naar Brussel. Musius zou twee maanden na de vlucht van Suys uit Delft worden gemarteld en vermoord. Met de Pacificatie van Gent werd amnestie verleend aan de katholieken en Spaansgezinden, en daarom kon Suys weer naar Rijswijk terugkeren. Hoewel het katholieke geloof nu verboden was, trad hij niet op tegen de schuilkerken in Rijswijk, maar organiseerde zelfs bijeenkomsten voor katholieken op zijn Huis Den Burch. 
Cornelis Suys overleed op 19 september 1580 in Den Haag. Hoewel katholiek werd hij in het familiegraf in de protestants geworden Oude kerk van Rijswijk begraven. De hoge heerlijkheid Rijswijk ging na zijn dood naar de Staten van Holland. De ambachtsheerlijkheid Rijswijk ging over op zijn dochter Margaretha uit zijn huwelijk met Anna de Bije. Margaretha trouwde in 1581 met jonkheer Adam van der Duijn, heer van ’s Gravenmoer.
Het graf van Suys in de Oude kerk van Rijswijk werd in 1982 gerestaureerd.